# Nebulosa solar

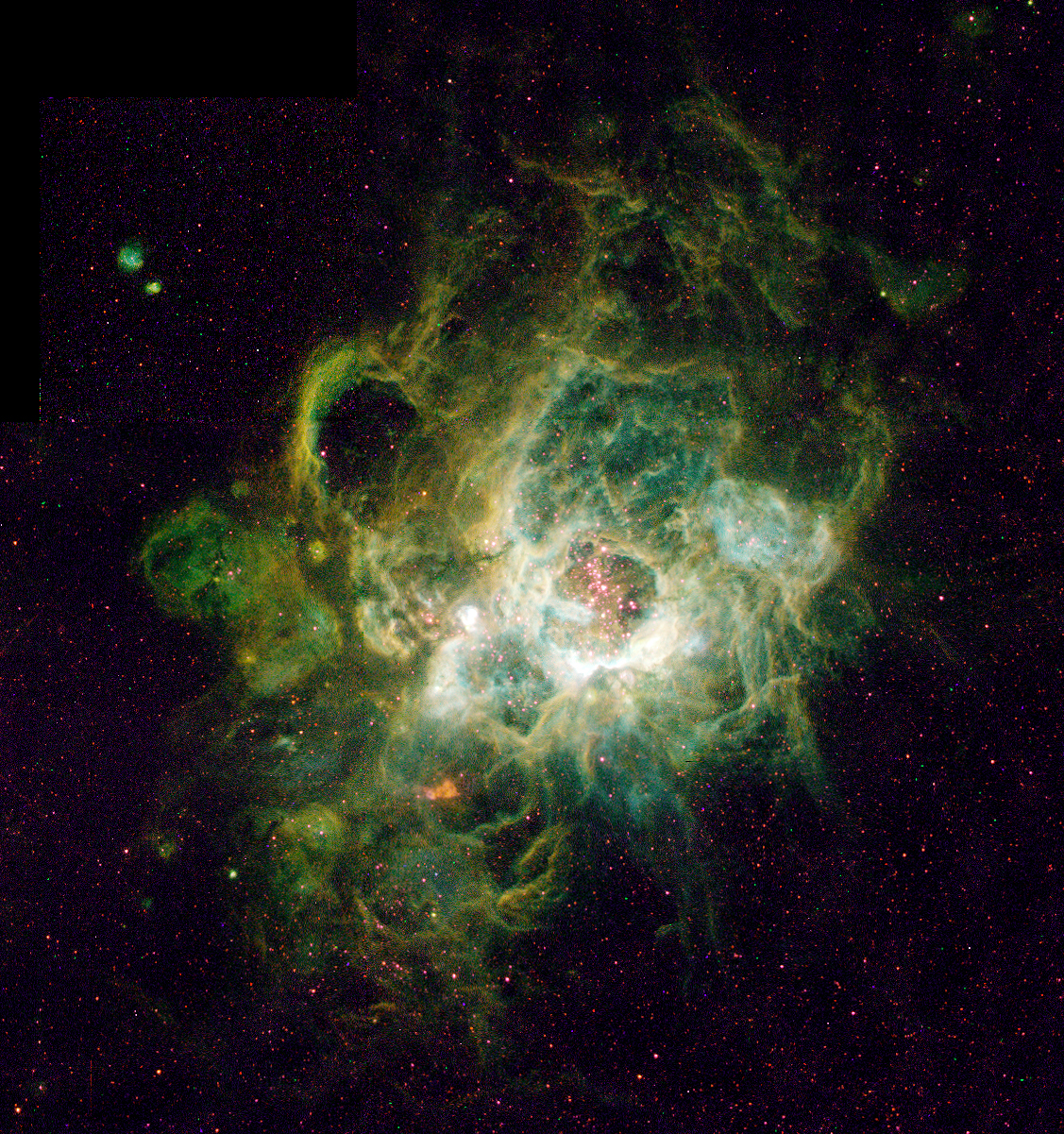
NGC 604, uma nebulosa de emissão na constelação Triângulo. Fotografia tirada pelo telescópio espacial Hubble em 1995.

A nebulosa solar é uma nuvem de gás e poeira do cosmos que está relacionada diretamente com a origem do Sistema Solar. A hipótese nebular foi proposta em 1755 por Immanuel Kant em que defendia que as nebulosas giravam lentamente em torno da sua origem.